# Chrysometa universitaria
Chrysometa universitaria là một loài nhện trong họ Tetragnathidae.
Loài này thuộc chi Chrysometa. Chrysometa universitaria được Herbert W. Levi miêu tả năm 1986.